# Rio Branco do Ivaí
Rio Branco do Ivaí är en kommun i Brasilien.   Den ligger i delstaten Paraná, i den södra delen av landet, 1 000 km söder om huvudstaden Brasília. Antalet invånare är 3 897.
I omgivningarna runt Rio Branco do Ivaí växer i huvudsak städsegrön lövskog. Runt Rio Branco do Ivaí är det glesbefolkat, med 13 invånare per kvadratkilometer.